# Jean-Baptiste de Gouey La Besnardière
Jean-Baptiste de Gouey, seit 1816 comte de La Besnardière (* 1768 in Périers; † 1843 in Paris), war ein französischer Ministerialbeamter und Staatsrat.

## Leben
Nach Studien in Paris trat er während des Ancien Régime in den Orden der Oratorianer ein. Nach anderen Angaben war er lediglich Schüler der Gemeinschaft und war danach als Hauslehrer in einem protestantischen Haushalt tätig. Im Jahr 1796 fand er eine Anstellung zunächst in untergeordneter Position im französischen Außenministerium. In der Folge stieg er bis 1807 zum Direktor der wichtigsten Abteilung des Ministeriums auf. Napoleon hatte ihn 1804 zum Offizier der Ehrenlegion ernannt. Er arbeitete eng mit Charles-Maurice de Talleyrand-Périgord zusammen. Er gehörte wohl seit 1813 auch dem Staatsrat an. Der Außenminister übertrug ihm 1814 die Leitung der beiden geographischen Abteilungen. Damit war er der höchste Beamte des Ministeriums.
Während des Wiener Kongresses gehörte er der französischen Verhandlungsdelegation an. Er hatte als Generalsekretär die Aufgabe, die Arbeit der Delegation zu organisieren und zu koordinieren. Er spielte eine ähnliche Rolle wie sie Friedrich von Gentz auf österreichischer Seite wahrnahm. Für einige galt er als Anhänger Napoleons. Er war aber insbesondere seinem Förderer Talleyrand sehr verbunden. Er war neben diesem die treibende Kraft der Delegation. Er nahm an zahlreichen Verhandlungen teil und spielte eine bedeutende Rolle in der Kommission, die sich mit der Redaktion der Verträge befasste. Außerdem unterstanden ihm zu dieser Zeit die übrigen Angehörigen des Ministeriums, die der Delegation angehörten. Ursprünglich sollte er auch die Schlussakte mit ausarbeiten. Er erkrankte aber und musste nach Frankreich zurückkehren, so dass Gentz die Arbeit im Wesentlichen allein übernahm.
Nach dem Kongress verlor er seinen Posten im Außenministerium. Ludwig XVIII. erhob ihn 1816 zum Grafen. Im Jahr 1826 wurde er von Karl X. zum Staatsrat berufen. Im Jahr 1830 schied er aus dem öffentlichen Dienst aus.